# Edson Lemaire
Edson Lemaire (Papeete, 31 ottobre 1990) è un calciatore francese nato a Tahiti, difensore del AS Dragon.

## Carriera

### Nazionale
Il 20 giugno 2013 gioca da titolare in Confederations Cup nella partita persa per 10-0 contro la Spagna, venendo sostituito nel secondo tempo da Yannick Vero. Il successivo 23 giugno sostituisce Ricky Aitamai nella partita contro l'Uruguay: si tratta della sua seconda presenza nel torneo.

## Palmarès

### Nazionale
Coppa d'Oceania: 1 
2012